# Туризам у Русији
Туризам у Русији бележи развој од касних совјетских времена, прво домаћи, а затим и међународни. Богато културно наслеђе и велика природна разноликост сврставају Русију међу најпопуларније туристичке дестинације на свету. Не рачунајући Крим, земља садржи 23 места Унескове светске баштине, док се још мноштво налази на Унесковим оквирним листама.
Главне туристичке руте укључују путовање око Златног прстена древних градова, крстарења великим рекама, укључујући Волгу, и дуга путовања чувеном Транссибирском железницом. Различити региони и етничке културе нуде различите хране и сувенире, и показују велику разноврсност традиције, укључујући ритуале Масленица или шаманизма. Године 2013. Русију је посетило 33 милиона туриста, што је чини деветом најпосећенијом земљом на свету и седмом у Европи.

## Земљиште и клима
Средњоевропска Русија (Москва, Санкт Петербург, Нижњи Новгород, Казањ и други) се налазе у истој климатској зони као и балтичке државе, Белорусија и северна Украјина. Клима југозападне Русије (доња Волга и подручје између Црног мора и Каспијског језера) је сушнија, са топлијим летима и краћим зимама. Клима руског далеког истока дуж обале Тихог океана је слична оној на Хокаиду, Јапану и Хејлунгђангу. Најхладније зиме су у Сибиру где су лета врела, и на крајњем северу Русије где су температуре увек ниске, са изузетком Мурманска, где се море никада не смрзава због утицаја топле Норвешке струје. Клима руске обале Црног мора је суптропска. Клима у најпопуларнијим туристичким областима Русије није оштра и слична је источној Европи. Средње температуре децембра, јануара и фебруара у Москви износе −4 °C, -7 °C, -6 °C, али хладније време је уобичајено. Током протеклих неколико деценија температуре испод −20 °C у средњоевропској Русији су ретки (зими 2016—2017. Москва је имала температуре испод −20 °C три дана), док је број зимских дана када је температура близу или мало изнад тачке смрзавања знатно порастао. У обалним подручјима зимске температуре могу се осећати нешто хладније него што су заправо због високе влажности. Скијалишта у планинским пределима садрже снег током целе зимске сезоне. Средњоевропска Русија понекад има хладније дане почетком маја када температура износи од +15 °C до тачке смрзавања неколико дана.

## Туризам

### Захтеви за визу и улаз
Грађани заједница независних држава, већине земаља Латинске Америке, Израела и Јужне Африке, могу путовати у Русију 90 дана без визе; из Јужне Кореје могу да 60 дана без визе; из Босне и Херцеговине, Кубе, Лаоса, Макаоа, Македоније, Монголије, Црне Горе, Србије, Сејшела и Тајланда 30 дана без визе.
Бесплатне е-визе за посету три регије на руском далеком истоку (Приморска Покрајина, Сахалин и Камчатка) доступне су туристима из Кине, Јапана, Индије, Ирана, Турске, Марока, Мексика и неких других земаља.
Туристи из других земаља морају да посете руску дипломатску ради куповине визе, која се не може купити на граници. У обавезу су да имају важећи пасош приликом њеног преласка.

### Културни туризам
Најпопуларније туристичке дестинације у Русији су Санкт Петербург (који се нашао на листи најпосећенијих градова Европе 2010) и Москва, садашње и бивше престонице и велики културни центри, препознати као глобални градови. У њима се налазе светски познати музеји као што су Ермитаж и Третјаковска галерија, позната позоришта, укључујући Бољшој и Марински, храмови Василија Блаженог и Христа Спаситеља у Москви, катедрала Светог Исака и црква Спаса на крви, утврђења попут московског кремља и Петропавловске тврђаве, Црвени и Дворски трг и улице попут Тверске и Невског Проспекта. Богате палате и паркови изузетне лепоте налазе се у бившим царским резиденцијама у предграђу Москве (Коломенско) и Санкт Петербурга (Петерхоф, Стрелна, Оранијенбаум, Гатчињски дворац, Дворац Павловск, Царско Село). Москва садржи велику разноликост зграда из совјетске ере, заједно са међународним пословним центрима, док Санкт Петербург, надимком Северна Венеција, садржи класичну архитектуру, многе реке, канале и мостове.
Нижњи Новгород је главни град Поволшког федералног округа. Сматра се „млађим братом” Москве, јер има свој Кремљ, метро, па чак и копију споменика Мињину и Пожарском, чији се оригинал налази у руској престоници. Река Ока дели град на два дела. Горњи град је његов историјски део, садржи Кремљ, трг Мињину и Пожарском, улицу Бољша Покровскаја, ноћне клубове, отворени простори, велики број споменика и историјска места. Доњи град је његов индустријски и комерцијални део, који садржи сајам, старо Сормово и Канавино, железнички терминал, аеродром и многе атракције. Град је главно полазиште за крстарења реком Волгом. Одавде почиње бродарство до Москве и Санкт Петербурга.
Казањ, главни град Татарстана, приказује јединствену мешавину хришћанске руске и муслиманске татарске културе. Град је регистрован као трећа престоница Русије, мада се за овај статус такмиче бројни други већи руски градови, укључујући Нижњи Новгород, Новосибирск, Јекатеринбург и Самара, сви главни културни центри са богатом историјом и истакнутом архитектуром. Велики Новгород, Псков, Дмитров и градови Златног прстена (Владимир, Јарослављ, Кострома и други) најбоље су сачували архитектуру и дух древне и средњовековне Русије, а такође су и међу главним туристичким дестинацијама. Многа стара утврђења, манастири и православне цркве расути су широм Русије, чинећи њен јединствени културни пејзаж како у великим градовима, тако и у удаљеним областима.
Јакутија предлаже да се некадашњи кампови за принудни рад користе као туристичка атракција. Пољаци посећују места комунистичких злочина, нпр. Катињски масакр и Соловетска острва.

## Значајни музеји
Садржи богато културно наслеђе и многе музеје. Међу најзначајније спадају Третјаковска галерија, палата оружја и државни историјски музеј у Москви, Ермитаж и руски музеј у Санкт Петербургу, казањски кремљ у Казању и друго.
Такође је позната по томе што има много музеја повезаних са њеним књижевним и класичним музичким наслеђем, као што су Јасна Пољана повезана са Лавом Толстојем, Михајловски музеј Александра Сергејевича Пушкина, Музеј Фјодора Михајловича Достојевског, Кућа-музеј Чајковског, музеј Михаила Глинка у Москви, музеј Сергеја Рахмањинова у Ивановки, Тамбовска област, музеј Александра Скрјабина у Москви.
Музеји посвећени руској војној историји и војној опреми су Централни музеј Великог отаџбинског рата у Москви на Поклонаја гори, Централни музеј оружаних снага Руске Федерације, Централни музеј руске авијације, Централни војно-поморски музеј у Санкт Петербургу, музеј битке код Стаљинграда у Волгограду.
Познати музеји посвећени науком и технологијом су Политехнички музеј, Московски музеј космонаутике, музеј ракетно-свемирске корпорације у Корољову.

## Транспорт
Из сигурносних разлога, руске билетарнице продају карте за возове, авионе и аутобусе само уз пасоша.

### Железнице
Државна компанија Russian Railways управља већином железничких услуга широм земље и пресудна је за железнички транспорт у Русији. Возове велике брзине доступни су између Москве и Санкт Петербурга, између Москве и Нижњег Новгорода, Санкт Петербурга и Хелсинкија. Европски део Русије и руски далеки исток повезани су железницом преко Транссибирске железнице. Путовање возом од Москве до Владивостока траје шест дана. Колосек је широк 1524 mm, који такође деле све бивше совјетске републике (Естонија, Летонија, Литванија, Белорусија, Украјина, Грузија, Јерменија, Азербејџан, Казахстан, Туркменистан, Таџикистан, Узбекистан, Киргистан), Монголија, и практично је идентичан шинском колосеку Финске. Возови који прелазе границу између Русије (Белорусије, Украјине) и држава чланица Европске уније (осим балтичких држава и Финске) или између Русије и Кине, заустављају се на посебним прелазним тачкама на којима се подиже сваки вагон како би се промениле његове подвозје. Возови остају на прелазима до два сата.

### Поморски и речни транспорт
Главне руске морске луке укључују Санкт Петербург и Калињинград на балтичкој обали, Мурманск и Архангелск на арктичкој обали, Владивосток, Јужно-Сахалинск и Петропавловск Камчатски на пацифичкој обали, Сочи, Новоросијск и Севастопољ на обали Црног мора и Астрахан на каспијској обали. У европској Русији многе компаније нуде путовања до градова и местима на реци Волги, њених притока и повезаних канала: Москве, Јарослава, Костроме, Нижњег Новгорода, Казана, Саратова, Волгограда и Астрахана. Речни чамци из Санкт Петербурга могу путовати до Старе Ладоге и Великог Новгорода на реци Волхов, до језера Ладога и до Москве (преко канала).

### Ваздушни саобраћај
Најпрометнији аеродроми налазе се у близини Москве, Санкт Петербурга, Волгограда, Казања, Краснодара, Сочија и Владивостока. Москву и Санкт Петербург опслужују директни летови из већине европских престоница, а Москва такође има директне летове из многих градова источне Азије, јужне Азије, Африке, Блиског истока и Северне Америке. Земље које немају директне летове за Русију укључују Аустралију, Канаду и Украјину.

### Путеви
Главне националне саобраћајнице познате су као савезни аутопутеви. Већина аутопутева је бесплатна, међутим недавно је отворено неколико путева са наплатом. Уобичајени путеви у мањим руским градовима и на селу су у лошем стању. Током хладне сезоне (од новембра до априла), када је на путевима снег и лед, зимске гуме су обавезне.

### Јавни превоз у већим градовима
Градови који имају метро укључују Москву, Санкт Петербург, Нижњи Новгород, Новосибирск, Самару, Екатеринбург и Казањ. Улази у станице метроа обележени су словом М које изгледа исто у руској азбуци и римском алфабету. У московском метроу најаве о возовима врше се на руском и енглеском језику, а знакови и мапе често су на енглеском. Поред аутобуса и трамваја, тролејбуси су врло често средство подземног транспорта. Друго честп коришћено средство јавног превоза су маршрутке или заједнички такси. Такси услуге доступне су у већим руским градовима укључују Јандекс, Убер и Gett.

## Велики државни празници и прославе
- Нова година, 31. децембра
- Божић, 7. јануар
- Масленица, у фебруару или марту, у недељи пре Великог поста (према Јулијанском календару)
- Ускрс, у пролеће после Великог поста (према Јулијанском календару)
- Дан победе, 9. мај
- Дан словенске абецеде и културе, 24. мај
- Дан Русије, 12. јун
- Ивањдан, 7. јул
- Дан христијанизације Кијевске Русије, 28. јул
- Дан морнарице, последња недеља јула (велике прославе укључују поморске параде у Санкт Петербургу и Владивостоку)
- Дан јединства, 4. новембар
- Дан браниоца отаџбине, 23. фебруар

## Главни догађаји
- Сајам меда у Коломенскоју, фебруар—март,
- Годишњи фестивал меда у Коломенскоју и Москви
- Финале конференције КХЛ-а и Гагаринов куп, март и април, финална серија континенталне хокејашке лиге
- Кинотавр, јун, међународни филмски фестивал у Сочију
- Фестивал Scarlet Sails, у суботу у другој половини јуна, годишња прослава у Санкт Петербургу обележава крај школске године
- Међународно такмичење Чајковског, 10—30. јун, годишње међународно такмичење у Москви
- Завршни гала концерти 2—3. јула у Москви и Санкт Петербургу
- Суперкуп Русије у фудбалу, јул
- MAKS, јул, годишња међународна ваздухопловна изложба у Жуковском, Московска област
- Silk Way Rally, јул
- Битка на Неви, јул, међународни историјски фестивал у Санкт Петербургу који приказује историјске средњовековне битке
- GUM Gorkyclassic Motor Rally,[19] јул, годишњи мото скуп и дефиле на којима су представљени класични аутомобили у Москви
- Sabantuy, у недељу лета, велики празник који се слави првенствено у Татарстану и Башкортостану
- Фестивал војне музике и тетоважа Спаситељева кула, последње недеље августа, прве недеље септембра, годишњи међународни фестивал војне музике на Црвеном тргу у Москви
- Рамазански бајрам, први дан месеца Shawwal у исламском календару, како би се означио крај светог месеца Рамазана
- Курбан-бајрам, десети дан последњег месеца Dhul-Hijjah у исламском календару, прослављен је првенствено у Татарстану, Башкортостану, Северном Кавказу и муслиманским заједницама у већим градовима
- Chereshnevy Les Festival, лето, међународни годишњи фестивал отворених уметности у Москви
- Okno v Yevropu, 6—12. август, годишњи руски филмски фестивал у Виборгу, Лењинградска област
- Међународни филмски фестивал у Москви
- Дан града Москве, прва субота у септембру, годишња прослава
- Дан Бородина, прва недеља септембра, годишњи догађај у знак сећања на Бородинску битку, укључује историјско поновно одигравање у Бородину, Московска област
- Московска недеља моде, 24—29. октобра, годишњи модни догађај
- Бијенале у Москви, датуми се разликују, двогодишњи фестивал савремене уметности који је почео 2003.

## Туристичка насеља и природни туризам

### Природни туризам
Резервати природе имају дугу историју, у Русији постоји их више од сто, од којих је неколико светске баштине. Најпознатији национални паркови и светилишта Русије укључују резерват природе Бајкал, Алтај, Лазовски, Кедроваја Пад, Курска превлака, Валдајски национални парк, Бајкал-Лена и Илмен. Седам руских чуда, најпопуларнијих туристичких дестинација изабраних на националном гласању 2008, укључују Бајкалско језеро, Долину гејзира, стене Манпупунер и планину Елбрус. Остала подручја која прувлаче туристе су Камчатку са вулканима и гејзирима, Карелија у којој се налази много језера и гранитних стена, укључујући Тиву са дивљим степама, Адигеју где се налази планина Фишт, Чеченију где се налази језеро Кезенојам.

### Здравствени туризам
На топлом извору основани су бројни бањски градови, међу којима су најпознатији Камчатска Покрајина, Алтајска Покрајина, Краснодарска Покрајина, Ставропољска Покрајина и регион Северног Кавказа у Русији. Бројни градови зими уживају у природној врућој изворској води, а неки од руских градова називају се бањским, укључујући Пјатигорск, Јесентуки, Кисловодск, Жељезноводск и Минералније Води. Русија има једну од највећих водених граница на свету. Топла суптропска црноморска обала место је за бројна популарна одмаралишта попут Сочија и Туапсеа, познатих по плажама и природи.

### Зимски спорт
Велики део руске територије налази се у субполарној и умереноконтиненталној клими. Планинска је у регионима као што су Северни Кавказ, Алтајска Покрајина и полуострво Камчатка. Најчешћи избор у Европи је планина Елбрус, што Русију чини одговарајућим местом за зимске спортове. Скијалишта су прилично честа, а Зимске олимпијске игре 2014. одржане су у Сочију, где се налазе најпознатија скијалишта. Друга најпопуларнија су Домбај у Карачајево-Черкезија на Северном Кавказу.

## Сувенири и храна
Типични сувенири укључују бабушке, самовар и друге рукотворине, топле капе од ушанке и одећу од крзна. Руска вотка и кавијар су међу храном која привлачи странце, уз мед, блини, пељмени, шчи и друге производе и јела руске кухиње.
- Балалајка
- Гармона
- Ушанка
- Бабушке
- Самовар
- Блини
- Котлети
- Кавијар
- Боршч
- Ватрушка
- Прјаник
- Сирок (преливен чоколадом)
- Валенки
- Ћилибар
- Сувенири од брезове коре
- Минијатура Палек
- Руски шал
- Совјетски свемирски програм
- Сувенири из Совјетског Савеза

## Региони и локалитети повезани са одређеним сувенирима и производима
- Кавијар: Приморска Покрајина, Сахалин и Камчатка
- Мед: Башкортостан, Алтајска и Краснодарска Покрајина
- Прјаники: Тула, Архангељск, Вјазма, Смоленск, Покров, Владимирска област, Городец, Нижегородска област
- Чоколада: Москва, Покров, Владимирска област
- Ћилибар: Калињинград
- Дијаманти: Јакутск
- Стаклени сувенири: Санкт Петербург, Москва, Гус-Хрустални, Владимирска област
- Драго камење: Нижњи Тагил и Јекатеринбург
- Кора брезе: Архангељск, Семјонов, Нижегородска област
- Метална обрада: Тула и Иваново
- Дрвени сувенири: Городец, Нижегородска област, Палекх, Иваново, Киров, Семјонов, Нижегородска област
- Текстил: Иваново и Јарослављ
- Производи од вуне: Москва, Павловски Посад, Оренбург
- Чипка: Вологда и Јелец
- Крзно: Пјатигорск, Казањ, Уљановск и Твер
- Ручни сатови: Москва и Чељабинск

## Статистика страних путовања
Године 2013. имали су 27 милиона међународних туриста, који су генерализовали приходе 11,2 милијарде америчких долара од међународног туризма. Укључујући домаћи и међународни туризам, индустрија је допринела БДП-у са 860 милијарде RUB и отворила је 966.500 радних места.

### Статистика посетилаца
Према подацима граничне службе федералне безбедности и савезне државне службе за статистику, већина посетилаца који су пристизали у Русију била је из следећих земаља чији је држављанин:
| - Абхазија - Азербејџан - Јерменија - Казахстан - Киргистан | - Молдавија - Таџикистан - Узбекистан - Украјина |  |

| - Аргентина - Боливија - Бразил - Вануату - Венецуела - Гвајана - Гватемала - Гренада - Доминика - Еквадор - Ел Салвадор - Израел - Јамајка - Куба - Јужна Африка | - Колумбија - Костарика - Никарагва - Панама - Парагвај - Перу - Свети Винсент и Гренадини - Свети Китс и Невис - Суринам - УАЕ - Уругвај - Фиџи - Хондурас - Чиле |  |

| - Босна и Херцеговина - Лаос - Макао - Македонија 1 - Монголија | - Палау - Србија - Сејшели - Тајланд - Црна Гора |  |

## Безбедност

### Природне катастрофе
Природне опасности средњоевропске Русије укључују урагане, олује са грмљавином и пролећне поплаве када се снег нагомилани током зиме топи. Земљотреси се не дешавају у Русији, осим у планинским пределима на југу (планине Кавказ и Алтај) и обали Тихог океана. Шумски пожари су чести у врућим летима, посебно у јужном Сибиру.

### Опасне животиње
Велике дивље животиње попут евроазијског браон медведа и вукова честе су у шумовитим пределима Сибира и руског далеког истока. Насељавају и неке забачене густе шуме у североисточној европској Русији. Женке могу бити посебно опасне када имају младунце, док су мужјаци посебно опасни ако се зими пробуде. Вукови су опасни у зимском периоду. Једина отровна змија у средњоевропској Русији је поскок који углавном насељава мочварне шуме, али се повремено може срести и у другим врстама шума. Крпељски менингоенцефалитис је још једна опасност која је повезана са шумама и парковима у Русији. Животиње које су највише склоне беснилу су пси и мачке луталице, дивље лисице, вукови, прави јежеви и ракунолики пси.

### Загађење околине
Одређени ниво радиоактивне контаминације (који одговара оној у централној Аустрији и централној Шведској) изазван кишама након чернобиљске катастрофе налази се у неким деловима Брјанске и Туљске области. Висок ниво индустријске контаминације утврђен је у Нориљску и у Чељабинској и Свердловској области.

### Социо-културне бриге

#### Јавна безбедност
Већина градова је сигурно за посету. Према туристичким саветима владе Велике Британије: „већина посета Русији је без проблема, али ситни криминал се ипак дешава”.

#### Милитантне групе
Већина региона су сигурна, али путовања у нека подручја на Северном Кавказу могу представљати одређени ризик, посебно у делове Чеченије и Дагестана.